# Stéphanie Moreau
Pour les articles homonymes, voir Moreau.
Stéphanie Moreau, née le 30 juillet 1971 à Chartres (Eure-et-Loir), est une handballeuse internationale française évoluant au poste d'arrière droit durant les années 1990-2000.

## Biographie

### Enfance et formation
Après avoir joué au basket-ball puis au volley-ball, Stéphanie Moreau commence le handball en cadettes au CS Mainvilliers avant de signer à la MSD Chartres. Dès ses premiers matchs, son culot, sa détente et son bras font trembler les filets adverses. Cette jeune fille, née avec un ballon de volley dans les mains à cause de son père et de son frère, choisit le petit ballon : je trouvais le volley-ball « pas assez physique à mon goût. Il manquait le contact direct avec l'adversaire ».
Ses qualités intrinsèques permettent à Stéphanie Moreau d'intégrer le sport-études de Chartres, avec laquelle elle est sacrée championne de France en 1987 et se conforte dans l'idée que c’est le sport qu'elle veut faire. L'année suivante, avec ces coéquipières, elles inscrivent le nom de leur club au palmarès du championnat de France espoirs, son second titre national déjà. Lors de la saison 1987-1988, l'arrière gauche de l'équipe première se blesse et l'entraîneur lance la jeune gauchère de seize ans. Après ses deux saisons en Nationale 2, où la MSD flirte sans conclure avec la montée en N1B, Moreau signe dans le meilleur club français, l'ASPTT Metz.

### Consécration à Metz (1991-1998)

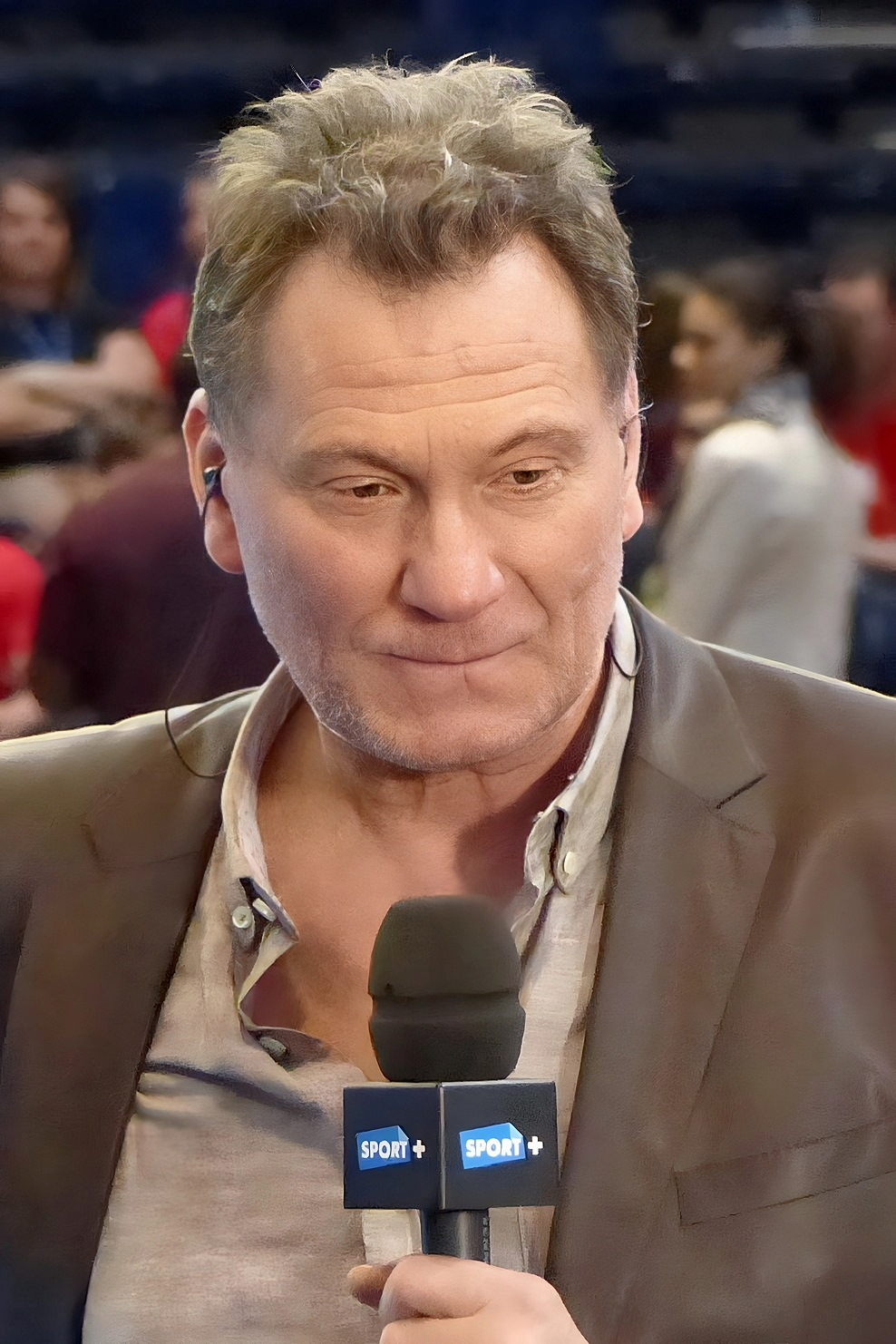
Olivier Krumbholz est celui qui la fait venir à Metz et l'entraîneur de l'équipe de France durant une grande partie de sa carrière.

Plutôt que le Stade français ou Bouillargues qui la contacte aussi, Olivier Krumbholz, qui l'a repéré alors qu'il dirige l'équipe de France espoirs, la fait venir dans son club. Arrivé dans une autre région, dans un club de valeur avec des internationales, la Chartraine n'est pas tout de suite titulaire et est là pour apprendre. Elle a cependant du temps de jeu et Krumbholz la prend sous sa coupe.
En sept saisons passées en Lorraine, elle et ses camarades s'adjugent cinq fois de suite le titre de championnes de France. Elle remporte aussi la Coupe de France en 1994 face à l'USM Gagny d'une autre Eurélienne, Christelle Marchand.

### Mérignac puis le Danemark (1998-2004)
Après trois saisons au Mérignac Handball, Stéphanie Moreau s'exile au Danemark. À la fin de la saison 2000-2001, un agent du club de Randers la contacte pour lui proposer de remplacer un départ dans leur équipe. Ayant toujours eu l'intention de jouer à l'étranger, elle devient la première Française à jouer dans ce pays. Après avoir pris des cours de langue, elle découvre un pays où le handball féminin prend une grande place. Elle reste deux ans au Randers HK avec qui elle s'adapte au jeu et apprend à jouer plus vite. Elle passe une troisième année au SK Aarhus avant de revenir en France.

### Retour à Mérignac et fin à Angoulême puis Bègles (2004-2009)
À trente-trois ans, elle veut préparer sa reconversion et retourne à Mérignac,. Le MH a le dessus sur les autres clubs en lui proposant une opportunité au niveau professionnel contre des contrats normaux Avec Mérignac, elle atteint les demi-finales de la Coupe Challenge (C4) en 2006.
Elle arrête sa carrière en 2009 après une saison à Angoulème puis à Bègles (D2), saturée des déplacements le week-end et des contraintes routières pour se rendre à l'entraînement.

### En équipe de France (1992-2003)
Parallèlement, Stéphanie Moreau porte à 143 reprises le maillot de l'équipe de France à partir de 1992. Elle joue même un match internationale dans sa ville natale de Chartres, contre l'Arménie, en compagnie de Marchand et Marie-Annick Dézert, ex-voisine du Dreux AC. Olivier Krumbholz passé à la tête de la sélection nationale, il se passe pourtant d'elle lors des Championnats du monde 1997 dont les Françaises obtiennent l'argent.
En 2001, après la retraite de Mélinda Jacques-Szabo avec qui elle est en concurrence au poste d'arrière droite, le sélectionneur la rappelle. Moreau gagne sa place lors d'un dernier stage de préparation au CRJS de Chartres. Elle est donc présente quand la France se classe cinquième des Mondiaux,. Et elle est toujours présente l'année suivante quand les Bleues décrochent le bronze au Championnat d'Europe. En 2003, Stéphanie fait toute la préparation avec l'équipe jusqu'à l'été mais n'est sélectionnée pour le Mondial que les Françaises remportent.

### Reconversion (depuis 2009)
Stéphanie Moreau reste habiter en Gironde et travaille au service des sports de la mairie de Mérignac et commence la pratique du surf et du snowboard.

## Palmarès

### En équipe nationale
- Médaille d'argent aux Jeux méditerranéens de 1993 en Languedoc-Roussillon
- médaille d'or aux Jeux de la Francophonie en 1994[7]
- Médaille d'or aux Jeux méditerranéens de 2001 à Tunis
- 5e place au Championnat du monde 2001
- Médaille de bronze au Championnat d'Europe 2002

### En clubs
compétitions internationales
- demi-finaliste de la coupe Challenge (C4) en 2006 (avec Mérignac Handball)

compétitions nationales
- championne de France (5) en 1993, 1994, 1995, 1996 et 1997 (avec ASPTT Metz)
- vainqueur de la coupe de France en 1994 (avec ASPTT Metz)
- 3e du championnat du Danemark en 2002 (avec Randers HK)

autres
- vainqueur du Championnat de France espoirs en 1987 avec Chartres MSD
- vainqueur du Championnat de France pôle-espoirs en 1986 avec le pôle-espoir de Chartres